# Sandgerði
Sandgerði – miejscowość w południowo-zachodniej Islandii na zachodnim wybrzeżu półwyspu Rosmhvalanes, stanowiącym część półwyspu Reykjanes, na zachód od Keflavíku (gmina Reykjanesbær). Wchodzi w skład gminy Suðurnesjabær (region Suðurnes), która powstała w 2018 roku z połączenia gmin Garður i Sandgerðisbær. Miejscowość zamieszkuje około 1,75 tys. osób.
Osada rozwinęła się jako wioska rybacka w 2. połowie XIX wieku. W miejscowości znajduje się Suðurnes Science and Learning Center - ośrodek badawczy skupiony na naukach przyrodniczych.